# Sigvaldi Guðjónsson
Sigvaldi Bjørn Guðjónsson (* 4. Juli 1994 in Reykjavík) ist ein isländischer Handballspieler. Der 1,93 m große rechte Außenspieler spielt seit 2022 für den norwegischen Erstligisten Kolstad IL und steht zudem im Aufgebot der isländischen Nationalmannschaft.

## Karriere

### Verein
Sigvaldi Guðjónsson, der mit seiner Familie im Alter von zehn Jahren nach Dänemark ging, lernte beim dänischen Verein Århus Håndbold das Handballspielen. Mit der U18-Mannschaft wurde er in der Saison 2011/12 dänischer Jugendmeister. Ab der Saison 2013/14 stand er im Kader des dänischen Zweitligisten Vejle Håndbold. Nach dem Abstieg wechselte er im Sommer 2014 zum Erstligisten Bjerringbro-Silkeborg. Im Sommer 2015 gewann Sigvaldi Guðjónsson gemeinsam mit seinem Teamkollegen Kristian Ørsted für Hjortshøj Egå (HEI) die dänische Meisterschaft im Beachhandball. Nach dieser Spielzeit kehrte er zu seinem Jugendverein Århus Håndbold zurück, für den er die nächsten drei Jahre in der ersten Liga auflief. Zur Saison 2018/19 unterschrieb der Außenspieler beim norwegischen Serienmeister Elverum Håndball, mit dem er 2019 und 2020 die norwegische Meisterschaft gewann. Ab der Saison 2020/21 lief der Isländer für den polnischen Erstligisten Vive Kielce auf, mit dem er 2021 und 2022 die Meisterschaft sowie 2021 zusätzlich den Pokal gewann. In der EHF Champions League 2021/22 erreichte er mit Kielce das Endspiel. Das Final Four in Köln verpasste er verletzungsbedingt.
Zur Saison 2022/23 wechselte der Linkshänder zum ambitionierten norwegischen Verein Kolstad IL. Mit Kolstad gewann er 2023 die norwegische Meisterschaft und den norwegischen Pokal.

### Nationalmannschaft
Mit der isländischen A-Nationalmannschaft nahm Sigvaldi Guðjónsson an den Weltmeisterschaften Weltmeisterschaft 2019, der Europameisterschaft 2020, der Weltmeisterschaft 2021, der Europameisterschaft 2022 und der Weltmeisterschaft 2023 teil. Bei der Weltmeisterschaft 2025 warf er zehn Tore in fünf Spielen und belegte mit dem Team den 9. Platz.
Bisher bestritt er mindestens 81 Länderspiele, in denen er 224 Tore erzielte.